# دايفيد مونتغومري
دايفيد مونتغومري (بالإنجليزية: David Montgomery)‏ (و. 1995  م) هو راكب دراجة هوائية أيرلندي، ولد في جزيرة أيرلندا، مركز لعبه هو سيكلو كروس.

## روابط خارجية
- دايفيد مونتغومري على موقع أرشيف الدراجات (الإنجليزية)
- دايفيد مونتغومري على موقع إحصائيات الدراجات الإحترافية (الإنجليزية)
- دايفيد مونتغومري على موقع نسبة الدراجات (الإنجليزية)